# Les Nouvelles Aventures de Robinson Crusoé
Pour les articles homonymes, voir Crusoé.
Les Nouvelles Aventures de Robinson Crusoé (The Farther Adventures of Robinson Crusoe) est un roman d'aventures écrit en anglais par Daniel Defoe et publié en 1719, suite de Robinson Crusoé,,. Ce roman sort quatre mois après son prédécesseur. Il est suivi en 1720 de La Vie et les Aventures surprenantes de Robinson Crusoé... - Réflexions sérieuses et importantes de Robinson Crusoé... avec sa vision du monde angélique..., recueil de plusieurs essais.

## Résumé
« Jamais infortunes de jeune aventurier ne commencèrent plus tôt et ne durèrent plus longtemps que les miennes… »
Quand il embarque à dix neuf ans, contre l'avis de son père, Robinson ignore encore l'incroyable destin qui l'attend. Seul rescapé d'un naufrage, perdu sur une île déserte, il va devoir apprendre à survivre au milieu d'une nature hostile.

## Éditions françaises
- 1719[1]
- H. Fournier, ainé (1811)[5]
- In La vie et les aventures surprenantes de Robinson Crusoé. Tome 2, de Daniel Defoe, édition de 1787 (Hachette Livre BNF, 2017 -  (ISBN 9782012197183)
- In Vie et aventures de Robinson Crusoé, Daniel Defoe, Traduit par Pétrus Borel - Gallimard, Bibliothèque de la Pléiade - 1959 -  (ISBN 9782070101627)
- In Robinson Crusoé, de Daniel Defoe, traduit par Pétrus Borel, Gallimard, Bibliothèque de la Pléiade, 2018 -  (ISBN 9782072797927)

## Annexe